# Stamnodes penguinifera
Stamnodes penguinifera är en fjärilsart som beskrevs av Dyar 1910. Stamnodes penguinifera ingår i släktet Stamnodes och familjen mätare. Inga underarter finns listade i Catalogue of Life.